# Maj-Britt Bergqvist
Maj-Britt Bergqvist, från 1940 som gift Maj-Britt Ek, född 4 Februari 1917 i Lidköping, död där 10 maj 1995, var en svensk tävlingskanotist.
Bergqvist tävlade för Lidköpings kanotförening där hon senare även varit sekreterare. Förutom medaljer i svenska och nordiska mästerskap tog hon silver på K-1 600 meter vid sprintvärldsmästerskapen 1938 i Vaxholm.
Bergqvist är Stor tjej nummer 8 på Svenska Kanotförbundets lista över mottagare för utmärkelsen Stor kanotist.

### Fotnoter
1. ↑  Sveriges dödbok 1901–2013
2. ↑  Maj-Britt Bergqvist Canoe Results.eu (engelska)
3. ↑  Medal winners 1936–2007 International Canoe Federation (engelska)